# مرت‌نبتی
مِرِت‌نِبتی (انگلیسی: Meretnebty؛ حدود ۲۴۸۵ پیش از میلاد) یک ملکه همسر در مصر باستان بود که در دوران حکمرانی دودمان پنجم مصر زندگی می‌کرد. وی همسر فرعون ساحورع بود و نامش از «دو بانو» گرفته شده که الهه‌ای در مصر باستان بود و حافظ فراعنه کحسوب می‌شد.

## زندگی‌نامه
پدر و مادر مِرِت‌نِبتی ناشناخته‌اند. او همراه با همسرش، ساحورع، در معبد تدفینی او در ابو صیر به تصویر کشیده شده است.
در این معبد، او در کنار مادر ساحورع یعنی نفرحتپِس دیده می‌شود؛ هر دو دست یکدیگر را گرفته‌اند. این نوع تصویرسازی کاملاً غیرمعمول است و ممکن است نشان‌دهندهٔ رابطه‌ای نزدیک میان آن دو باشد. شاید نفرحتپس مادر مِرِت‌نِبتی نیز بوده است.
در معبد تدفینی، از چند پسر نیز نام برده شده است: حورم‌ساف (Horemsaf)، نِچِری‌رِن‌رع (Netjerirenre)، خع‌کارع (Khakare) و نِبانخ‌رع (Nebankhre). با این حال، مشخص نیست که این شاهزادگان پسران مِرِت‌نِبتی هستند یا فرزندان همسر دیگری از شاه.
عنوان‌های مِرِت‌نِبتی شامل موارد زیر بوده است: بزرگ در ستایش‌ها، آن‌که حوروس و ست را می‌بیند، همسر شاه، محبوب او و همنشین حوروس
فرزندان ساحورع و مِرِت‌نِبتی ممکن است شاهزادگان رانفر و نچری‌رِن‌رع بوده باشند.
به گفتهٔ میروسلاو ورنر، رانفر بعدها با نام سلطنتی نفریرکارع کاکای به تخت نشست، و نچری‌رِن‌رع نیز ممکن است بعدها با نام شپسس‌کارع پادشاه شده باشد.
برای مدت طولانی، مرت‌نبتی تنها از طریق نگاره‌هایی در معبد هرمی ساحورع شناخته می‌شد. با این حال، نام او در آن کتیبه‌ها تا حدودی آسیب دیده بود و بازسازی‌هایی مانند نفرِت-حا-نِبتی (Neferet-ha-Nebti) یا نفرِت‌نبتی (Neferetnebti) برایش پیشنهاد شده بود. اما در کاوش‌های جدیدتر، سنگ‌نگاره‌هایی یافت شده‌اند که تصویر ملکه را با نامی کاملاً سالم نشان می‌دهند: مرت‌نبتی .